# Emmanuel Amoos
Emmanuel Amoos, né le 31 juillet 1980 (originaire de Venthône), est une personnalité politique suisse, membre du Parti socialiste.
Il est député du canton du Valais au Conseil national depuis juin 2021.

## Biographie
Emmanuel Amoos naît le 31 juillet 1980 à Sierre. Il est originaire d'une autre commune du canton du Valais, Venthône,.
Il obtient une licence en économie de la HEC Lausanne, et travaille ensuite comme responsable administratif d'une PME active dans les radiocommunications,.
Marié et père de deux enfants, il habite à Sierre.

## Parcours politique
Il est conseiller communal de l'ancienne commune de Venthône pendant trois législatures,,, de 2009 à 2020.
En 2013, il est élu député pour le district de Sierre au Grand Conseil valaisan. Il siège depuis dans la commission des finances. Réélu en 2017, il devient chef de groupe de l'Alliance de gauche, et change de commission en 2019 pour celle de l'économie et de l'énergie,. Il démissionne en avril 2021, en vue de son accession au Conseil national.
Candidat lors des élections fédérales de 2019, il finit à la 2e place de la liste socialiste avec 10 687 voix, derrière Mathias Reynard. Lorsque celui-ci est élu au Conseil d'État valaisan en 2021, Emmanuel Amoos annonce lui succéder au Conseil national. Il prête serment le 1er juin 2021 et siège à la Commission de la science, de l'éducation et de la culture (CSEC). Il est réélu en 2023.